# Carl Rudolph Waldeck
Carl Rudolph Waldeck (* 27. September 1807 in Pyrmont; † 21. Juni 1861 ebenda) war ein deutscher Gastwirt und Politiker.

## Leben
Waldeck war der Sohn des Assessors Christian Ludwig Theodor Waldeck (1780–1814) und dessen Ehefrau Caroline, geborene Kämpfer. Er heiratete am 16. November 1832 in Pyrmont Sophie Wilhelmine Caroline Mundhenk (1805–1840). Waldeck war Gastwirt und Besitzer des Hotels "Zur Stadt Bremen" in Pyrmont. 1854 war er Bürgermeister von Pyrmont. Er war Direktor der Spar- und Leihkasse.
Nach der Märzrevolution war er mit Carl Ludwig Rumpf einer der beiden Delegierten aus dem Fürstentum Pyrmont, die den Verfassungsberatungen des Landtags des Fürstentums Waldeck-Pyrmont hinzugezogen wurden. Auch danach war er von 1849 bis 1851 (für den XV. Wahlkreis), von 1851 bis 1852 (für den XIII. Wahlkreis) sowie in den Jahren 1852 bis 1853 und 1860 bis 1861 (für den Wahlkreis Pyrmont) Landtagsabgeordneter.
Daneben war er von 1849 bis 1861 Abgeordneter im Spezial-Landtag für das Fürstentum Pyrmont. Von 1849 bis 1853 stand er dem Parlament als Parlamentspräsident vor.